# Lamborghini Jalpa 3500
Der Lamborghini Jalpa 3500 ist ein Sportwagen des italienischen Automobilherstellers Lamborghini, der von 1982 bis 1988 produziert wurde. Er war das Nachfolgemodell des Lamborghini Silhouette, auf dem er technisch aufbaute.

## Geschichte
Der Jalpa 3500 geht konzeptionell auf den 1970 vorgestellten Lamborghini Urraco zurück, der als kleinstes und preiswertestes Lamborghini-Modell unter anderem mit dem Ferrari Dino 246 und dem Porsche 911 konkurrieren und dem Werk durch höhere Stückzahlen eine stärkere Auslastung ermöglichen sollte. Der Urraco erfüllte diese Erwartungen nicht: Anstelle der erwarteten 1000 Exemplare pro Jahr verkaufte Lamborghini in sieben Jahren insgesamt nur 674 Fahrzeuge.  Als Gründe für den Misserfolg gelten die fehlende technische Ausgereiftheit bei Produktionsbeginn, Verarbeitungsmängel und Lieferverzögerungen durch Streiks. Auch die 1976 als Lamborghini Silhouette vorgestellte Targa-Version änderte daran nichts; bis 1979 entstanden lediglich 52 Exemplare des Silhouette. Die Fertigung von Urraco und Silhouette endete 1979 mit der Insolvenz Lamborghinis; der Countach hingegen, Lamborghinis attraktivstes Modell, blieb auch in dieser Zeit in Produktion.
Die neuen Investoren um Patrick Mimran, die Lamborghini 1980 übernahmen, sahen die Notwendigkeit eines unterhalb des Countach positionierten Einstiegsmodells, um eine bessere Auslastung des Werks zu erreichen. Diese Rolle kam dem Jalpa 3500 zu. Für ein gänzlich neues Modell fehlte dem Unternehmen nach wie vor das Geld, sodass das Einstiegsmodell auf der Grundlage des Urraco bzw. Silhouette entwickelt wurde. Die Entwicklung des Jalpa leitete Giulio Alfieri, der ehemalige technische Direktor von Maserati, der bereits den ähnlich konzipierten und im gleichen Marktsegment angesiedelten Maserati Merak entwickelt hatte.
Der Jalpa war technisch ausgereifter als seine Vorgänger. Er wird in der Literatur beschrieben als „das Auto, das der Urraco von Anfang an hätte sein müssen“.

## Karosserie und Technik
Der Lamborghini Jalpa 3500 war ein zweisitziges Targa-Coupé, hatte also über der Fahrgastzelle ein herausnehmbares Dachteil aus Kunststoff, das hinter den Sitzen verstaut werden konnte.
Das Äußerliche und die Technik des Jalpa 3500 entsprachen weitgehend dem Silhouette. Die Änderungen betrafen in erster Linie die Mechanik bzw. die Antriebstechnik, während die Karosserie nur geringe Änderungen erfuhr.

### Karosserie

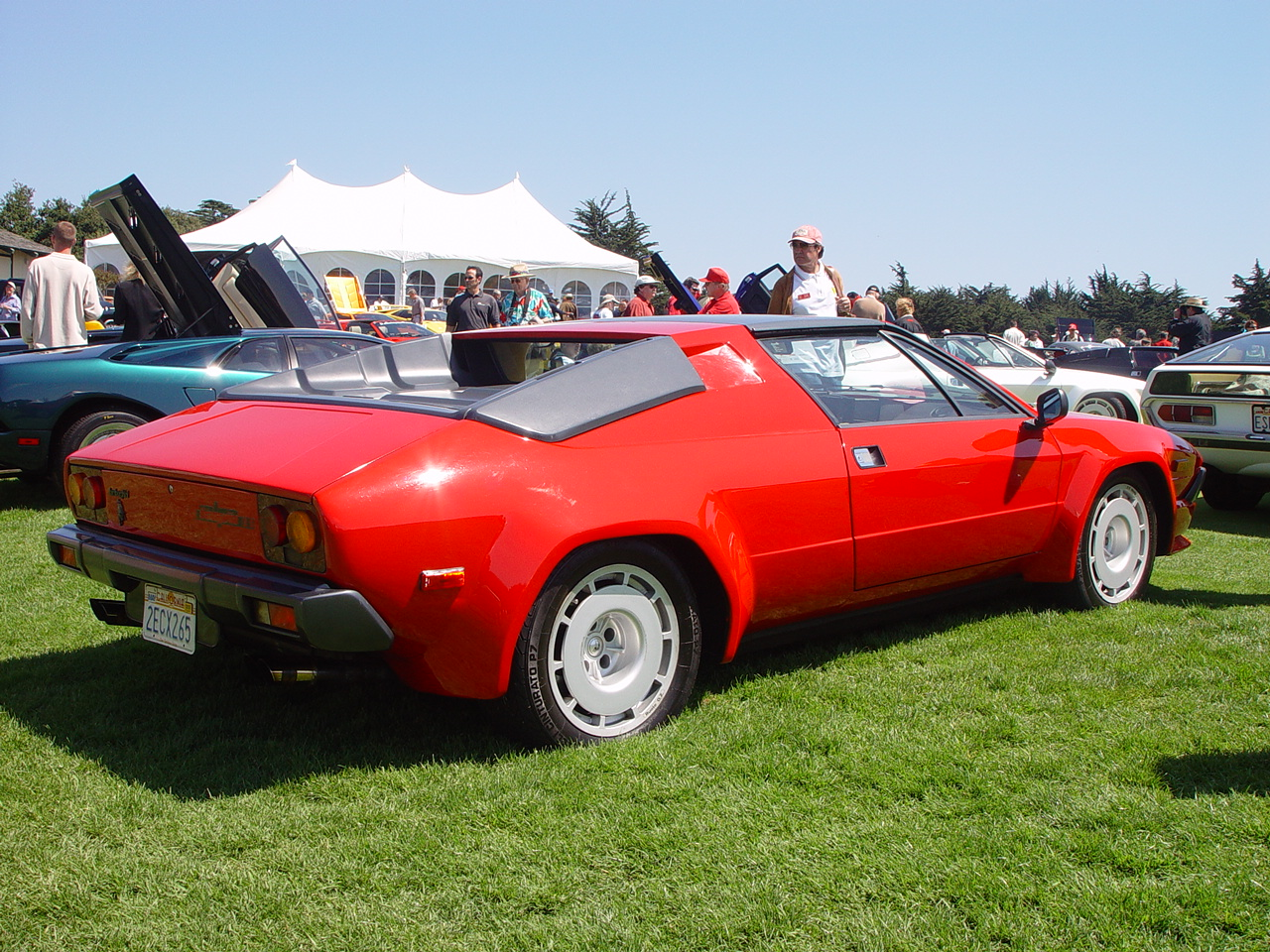
Heckansicht eines späten Lamborghini Jalpa

Die Karosserie des Jalpa war technisch und stilistisch eine Fortschreibung des von Marcello Gandini für Bertone gestalteten Urraco bzw. des Silhouette. Da Lamborghini keine Mittel für einen neuen Aufbau hatte, übernahm er deren Rohkarosserie unverändert.
Wie seine Vorgänger, hatte der Jalpa eine selbsttragende Ganzstahlkarosserie in Schalenbauweise. Bestandteile waren eine aus Stahl gepresste Bodenplatte mit kastenartigen Versteifungen sowie ein darauf gesetztes, mit der Bodenplatte fest verschweißtes stählernes Karosseriegrundgerüst mit Stehwänden, Dachholmen usw.
Die stilistischen Änderungen gegenüber dem Silhouette beschränkten sich auf kosmetische Details, die der Franzose Marc Deschamps gestaltete, Gandinis Nachfolger als Chefdesigner bei Bertone. Konkret erhielt der Wagen Kunststoffschürzen unterhalb der vorderen Stoßstangen und neu geformte Lufteinlässe über der B-Säule. Kotflügel, Türen, Hauben und Verglasung blieben unverändert; gleiches gilt für die Klappscheinwerfer. Am Heck wurden anfänglich erneut die Rückleuchten des Fiat 124 Coupé verwendet, die schon beim Urraco, beim Silhouette und auch beim Jarama verbaut worden waren. Ab 1984 wurden sie durch insgesamt vier runde Rückleuchten ersetzt, die eine stilistische Ähnlichkeit zu Ferrari-Modellen herstellen sollten. Gegen einen hohen Aufpreis war für den Jalpa auch ein Heckflügel erhältlich.
Der Lamborghini Jalpa 3500 war ein schweres Auto. Das Leergewicht betrug 1.499 kg.

### Antriebstechnik

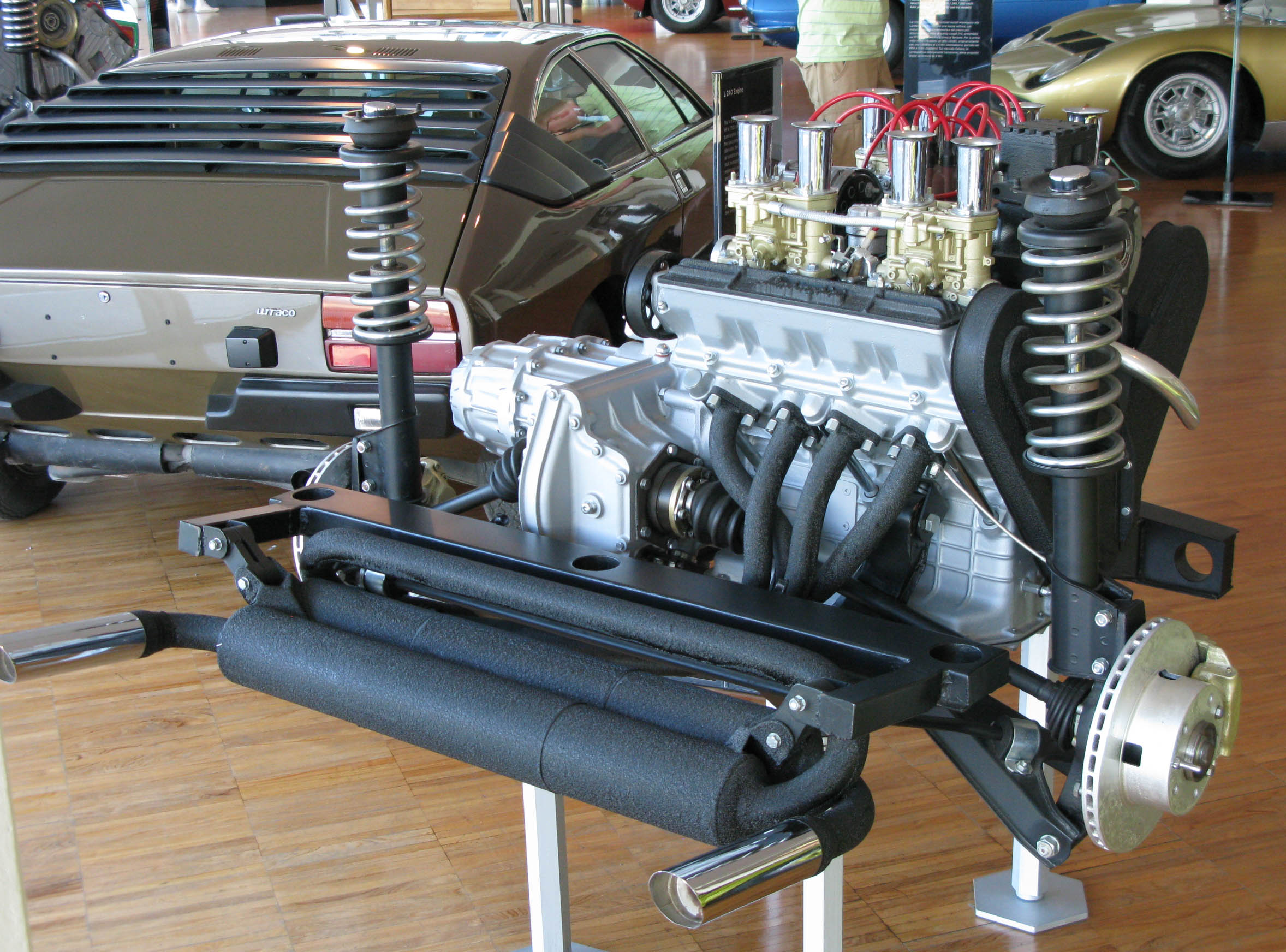
Achtzylindermotor von Lamborghini

Giulio Alfieri überarbeitete den Motor des kleinen Lamborghini. Ausgangsbasis war der Achtzylinder-V-Motor, den Paolo Stanzani 1970 für den Urraco konzipiert hatte. Bei im Vergleich zum früheren P300 unveränderter Bohrung erhöhte Alfieri den Hub, sodass der Hubraum auf 3.485 cm³ anstieg. Die Leistung erhöhte sich dadurch lediglich um 5 PS auf nun 255 PS (187 kW); die Änderungen führten allerdings zu einem Anstieg des maximalen Drehmoments von 279 auf 319 Nm. Das Gemisch bereiteten  vier Weber-Doppelvergaser vom Typ 42DCNF auf.

### Fahrleistungen
Die Beschleunigung des knapp 1500 kg schweren Jalpa war nicht sehr zufriedenstellend; der um ca. 200 kg leichtere Ferrari 328 Quattrovalvole war mit 199 kW (270 PS) stärker und der 170 kW (231 PS) starke Porsche 911 war mit 1210 kg noch leichter. Die Beschleunigung von 0 auf 100 km/h wurde vom Hersteller mit 5,8 Sekunden angegeben; bei Praxistests wurde jedoch ein Wert von 7,0 Sekunden nahezu nie unterschritten.

## Produktion
Der Jalpa 3500 wurde als Prototyp im März 1981 auf dem Genfer Auto-Salon vorgestellt. Die Serienproduktion begann ein Jahr später. Die Vermarktung des Autos erwies sich als schwer. Ungeachtet des Umstands, dass Testberichte dem Jalpa 3500 gute Fahrleistungen und akzeptable Qualität zusprachen, hielten sich die Käufer zurück. Ein wesentlicher Grund war die zurückliegende Insolvenz Lamborghinis. Viele Interessenten befürchteten ein Wiederauftreten wirtschaftlicher Schwierigkeiten und stellten unter anderem die Sicherheit der Ersatzteilversorgung in Frage.
Die meisten Quellen beziffern die Gesamtproduktion mit 410 Exemplaren. Einige gehen abweichend davon von 310, 420 oder 421 Fahrzeugen aus.

## Ableitungen
Auf der Basis des Jalpa 3500 entwickelte Lamborghini 1984 ein Vollcabriolet mit Stoffdach, das allerdings nicht über das Stadium eines Prototyps hinaus kam. Der Jalpa 3500 war auch die technische Grundlage für das Konzeptauto Chrysler Portofino, dessen besonderes Merkmal vier gegenläufig öffnende Schmetterlingstüren waren.

## Populärkultur
Der Film Rocky IV (1985) enthält eine prägnante Szene, in der der Hauptdarsteller gespielt von Sylvester Stallone einen schwarzen Lamborghini Jalpa durch das nächtliche Philadelphia fährt. Die Szene ist exemplarisch für die Mitte der 1980er Jahre aufkommende und vor allem durch Miami Vice populär gewordene Musikvideo-artige Ästhetik in Film und Fernsehen.